# アナスタシア・ニコラエヴナ (1868-1935)
アナスタシア・ニコラエヴナ （ロシア語: Анастасия Николаевна, セルビア語: Анастасија Николајевна, 1868年12月23日 - 1935年11月25日）は、ロシアの皇族、ロシア大公妃。

## 生涯
モンテネグロ公（後に王）ニコラ1世とその妃ミレナ・ヴコティッチの娘として、ツェティニェで生まれた。モンテネグロ名はアナスタシア･ペトロヴィチ=ニェゴシュ(Anastasia Petrović-Njegoš)で、主にスタナ(Stana)の愛称で知られた。
1889年、第6代ロイヒテンベルク公ゲオルギーと結婚。2子をもうけた。
- セルゲイ（1890年 - 1974年）
- エレナ（1892年 - 1971年）

ゲオルギーとの結婚生活は不幸なもので、1906年にゲオルギーと離婚。それから半年後の1907年、前夫ゲオルギーの従弟に当たるロシア大公ニコライ・ニコラエヴィチ（ニコライ1世の子であるニコライ大公とその妃アレクサンドラ・ペトロヴナの子で、姉ミリツァの夫ピョートル・ニコラエヴィチ大公の兄）と再婚。アナスタシアは敬虔な正教会信徒で、反トルコ主義の汎スラヴ主義者であり、宗教的にも政治的にも志向の近い二人の結婚は幸福なものとなったが、子供には恵まれなかった。
ミリツァとアナスタシア、そしてその夫らは神秘主義に傾倒し、この二組の夫婦は「黒い家族」というあだ名され、20世紀初頭のロシア宮廷で非常に影響力を持っていた。ニコライ2世一家へグリゴリー・ラスプーチンを紹介したのも彼女たちであった。
また産褥死した長姉ゾルカの長女イェレナを引き取り、姉妹でロシアで養育した。イェレナは長じてロシア公イオアン・コンスタンチノヴィチと結婚し、ロシア語名エレナ・ペトロヴナを名乗るようになった。
ロシア革命後の1919年、イギリス海軍がロマノフ家の生存者救出のために差し向けた軍艦マールバラに乗って夫や姉一家らと共にロシアを脱出。妹エレナのいるイタリアへ亡命、のちにフランスへ移った。1935年、アンティーブで死去。